# Giuliano Saba
Giuliano Saba (Anatolia, ... – Edessa, 377) fu un eremita, ed è venerato come santo.

## Biografia
Giuliano Saba ci è noto grazie ad una biografia di Teodoreto di Cirro: iniziò la sua attività di eremita dall'Osroene, per poi passare sul monte Sinai, ove fondò una basilica nel luogo in cui si riteneva che Mosè avesse ricevuto le Tavole della Legge.
Suoi famosi discepoli furono Acacio, Giacomo e Asterio.

## Culto
La Chiesa cattolica lo considera santo e lo ricorda il 17 gennaio.
Dal Martirologio Romano: «Nell'Osroene, nelle terre oggi divise tra Siria e Turchia, commemorazione di san Giuliano, asceta, soprannominato Saba, cioè vecchio; benché avesse rigettato il clamore cittadino, lasciò tuttavia per qualche tempo l'amata solitudine, allo scopo di confondere ad Antiochia i seguaci dell'eresia ariana.»